# Il treno (film 1989)
Il treno è un film del 1989 diretto da Jeff Kwitny.

## Trama
Un gruppo di studenti statunitensi si reca in Jugoslavia per studiare antichi riti locali. Dopo aver scoperto che sono stati designati come vittime sacrificali di un rituale satanico fuggono salendo su un treno, ignorando che il treno li condurrà proprio al tragico destino che volevano evitare.

## Produzione
Il film è stato girato a Belgrado in Serbia.
Secondo Ovidio G. Assonitis, inizialmente il film si sarebbe dovuto intitolare semplicemente The Train. Furono i distributori a rintitolarlo Beyond The Door III per sfruttare il successo dei film Chi sei? e Schock, distribuiti in America rispettivamente con i titoli Beyond the Door e Beyond the Door II.